# (225088) Gonggong
(225088) Gonggong (designado provisionalmente como (225088) 2007 OR10; símbolo ), es un objeto transneptuniano descubierto el 17 de julio de 2007 por M. Schwamb, M. Brown y D. Rabinowitz desde el Observatorio del Monte Palomar, Estados Unidos. Está situado en el disco disperso con una órbita fuertemente excéntrica, que le lleva a una distancia de más de 100 UA del Sol, e inclinada. Tiene un satélite, llamado Xiangliu, gracias al cual se ha podido calcular su diámetro, estimado en 1230 km, haciendo de él uno de los mayores objetos transneptunianos y un candidato a ser clasificado como planeta enano. Su nombre hace referencia al dios chino del agua Gong Gong.

## Características orbitales
En mayo de 2016, la NASA anunció que Gonggong puede entrar en la clasificación de planeta enano.
Está situado a una distancia media del Sol de 67,37 ua, pudiendo alejarse hasta 101,2 ua y acercarse hasta 33,49 ua. Su excentricidad es 0,502 y la inclinación orbital 30,73 grados. Tarda unos 202 002 días (553.4 años) en completar una órbita alrededor del Sol.

## Características físicas
La magnitud absoluta de Gonggong es de 1,8. Es probable que la superficie de Gonggong sea similar a la de Quaoar debido a que ambos objetos muestran indicios de metano y hielo de agua. También se señala la posibilidad de que ha pasado por un proceso de criovulcanismo en el pasado. El color rojizo de su superficie es debido a la presencia de metano y otros compuestos volátiles. Sin embargo, es poco común que un cuerpo que posee cierta cantidad de hielo de agua tenga dicha apariencia.
Aunque las dimensiones de Gonggong tiene una incertidumbre de 50 km, se estima que representa el quinto objeto transneptuniano más grande, después de los planetas enanos Plutón, Eris, Haumea y Makemake. Su tamaño es cercano al de Caronte, una de las lunas de Plutón.